# Miquel Pascual i Tintorer
Miquel Pasqual i Tintorer (Sant Feliu de Llobregat, Baix Llobregat, 1849  Barcelona, Barcelonès, 1916) fou un arquitecte modernista català.
Va contribuir a la modernització de Barcelona i, molt especialment, a la de Sabadell, ciutat que també vivia un moment de expansió i renovació urbanística.

## Biografia
Era fill de Vicenç Pascual (Santa Coloma de Cervelló), mestre de cases, i de Josefa Tintorer Casas. Va contraure matrimoni al 7 d'abril de 1881 amb Concepción Soldevilla Boixader, filla de Dolores Boixader Subirana i Carlos Soldevilla i Pujol, qui va ser metge i Cavaller de la Reial Orde de Carles III. El matrimoni va tenir quatre fills: Alfredo, Alberto, Carlos i Lluís. Alfredo, advocat de professió, va ser vocal de la Lliga Regionalista de Gràcia entre l'any 1914 i 1918. Carlos, va continuar l'ofici del pare convertint-se en arquitecte i contractista d'obres. Va ser secretari de la Junta de Govern del Reial Cercle Artístic de Barcelona entre els anys 1926 i 1928. Va contraure matrimoni amb la Josefina Sacrest Dusol filla de la família d'industrials tèxtils Sacrest i les colònies industrials Dusol. Lluís es va dedicar a l'enginyeria industrial i va fundar la Companyia Industrial y Comercial, S.A.
La família Pascual i Tintorer era molt aficionada al teatre, i acostumaven a fer representacions privades a la torreta on estiuejaven al carrer Escorial, juntament amb els seus nebots el dramaturg Carles Soldevila i l'historiador Ferran Soldevila.
Miquel Pascual i Tintorer va ser soci resident de l'Ateneu Barcelonès inscrit en la secció de Belles Arts fins a l'agost de 1883. Tres anys abans havia estat elegit revisor de comptes de l'Ateneu. En aquestes mateixes eleccions també van ser escollits: Francisco P. Carbonell (president); Josep Masriera i Manovens (vicepresident), fill de Josep Masriera Vidal família d'artistes molt influents en la societat catalana del segle xix i XX; Salvador Amet folklorista i crític musical (secretari) i Joan Baptista Pons i Trabal arquitecte barceloní influenciat pel modernisme (vicesecretari); i Frederic Aymamí vocal de la junta directiva.
Miquel Pascual i Tintorer estudia a Barcelona a la Reial Acadèmia de Belles Arts de Sant Jordi des de 1866 fins a 1870, posteriorment acabarà els seus estudis a la Reial Academia de Bellas Artes de San Fernando de Madrid, on va obtenir el títol d'arquitecte l'any 1878.
Inicia la seva vida professional com arquitecte municipal a l'Ajuntament de Sabadell el 5 de febrer de 1879 i cessà del càrrec l'1 d'agost de 1895. Paral·lelament comença com a arquitecte municipal de la Vila de Gràcia l'any 1880. El juny de 1897, quan la Vila de Gràcia és agregada definitivament a la ciutat de Barcelona, Miguel Pascual i Tintorer és nomenat «Jefe de la sección de la oficina facultativa de Edificaciones y Ornato» de l'Ajuntament de Barcelona. Deu anys més tard, el febrer de 1907, serà anomenat «Jefe de la División 2ª de Urbanización y Obras». L'octubre del mateix any serà ascendit a «Jefe de la Sección 1ª de Urbanización y Obras» del mateix ajuntament.
El 1887 rep una medalla d'or juntament amb l'enginyer-arquitecte García Faria pel projecte de les obres de clavegueram a la Vila de Gràcia.
Coincidint amb l'Exposició Universal a Barcelona el 1888, Miquel Pascual i Tintorer participa en el “Segundo Congreso nacional de arquitectos” celebrat a la ciutat de Barcelona.

## Obres a Sabadell
Miquel Pascual i Tintorer va tenir una activitat laboral molt productiva duran el període que va estar com a funcionari de l'Ajuntament de Sabadell. Les seves obres es poden catalogar com a obra privada, foment, obra religiosa i projecte urbanístic, de les quals descriurem detalladament obra per obra seguint les característiques específiques de les fitxes tècniques proporcionades pel mateix ajuntament. 

### Torre Gorina
La Torre Gorina és considerat com a edifici d'estil eclèctic, situada a la Rambla, nº 247, l'obra es promoguda per l'industrial tèxtil sabadellenc Josep Gorina Pujol fill de Joan Gorina Morató, dedicat al tèxtil des de 1835. La Torre Gorina és símbol de la puixança que és produeix a la dècada dels 80 a Sabadell a conseqüència de la febre d'or, que afavorirà als industrials tèxtils. La Torre Gorina està formada per planta baixa, primer pis i golfes a la part central. En destaca el complex joc de les cobertes, diferenciant volums coberts a dues i a quatre aigües, de les quals sobresurten unes treballades xemeneies de maó vist. Façanes amb un acabat d'estuc imitant el maó vist que contrasta fortament amb les arestes on l'estuc imita als carreus de pedra i amb els emmarcaments de les obertures. Les façanes presenten elements premodernistes amb motius florals. Es tracta d'un edifici exempt voltat per un ampli jardí de frondosa vegetació on hi ha un mobiliari amb coves i estalactites artificials.

### Casa Brujas
La casa Brujas, situada al Carrer de la Creueta, n 97 que es va construir de 1888 a 1912. La va fer construir com habitatge particular l'industrial tèxtil Mateu Brujas i Romeu. La façana principal està composta simètricament, amb les obertures de llinda i emmarcades per unes pilastres que sostenen un petit entaulament col·locat sobre el dintells, excepte les dues finestres de la planta baixa que també tenen entaulament però aquest està sostingut pels mateixos brancals. Les façanes posterior i lateral segueixen el mateix llenguatge. La façana principal, de planta baixa i pis, es compon a partir de tres eixos verticals marcats per les obertures, l'eix central marcat per la porta d'accés i un balcó que sobresurt més que els dels laterals. Com a elements remarcables es veu el treball de la pedra en el marc d'una composició molt mesurada. Rajoles policromades del cancell, utilitzant la tècnica de trepa, i decorades amb elements d'influència mudèjar.

### Casa Francisco Llonch (Casal Duran)
El Casal Duran està situat al carrer Cervantes, 55-57. Aquest edifici fou encarregat per Francesc Llonch al 1897. La façana principal, de composició asimètrica, destaca per la cornisa superior sostinguda per uns potents permòdols, els quals prenen una entitat quasi escultòrica, donant ritme i volum a la façana, decoració utilitzant el coup de fouet. També es caracteritza per les obertures d'estil modernista i la gran balconada sostinguda per permòdols i treball de forja de la barana del balcó i de les reixes que protegeixen les finestres de la planta baixa.

### Església de la Puríssima Concepció
La parròquia de Santa Maria de la Puríssima Concepció s'erigeix canònicament al 1867, instal·lant-se provisionalment en la Capella de la Casa de la Caritat, ubicada en el lloc que ara ocupa la Plaça Marcet. Un any després de la canonització el Bisbe de Barcelona traspassa el tresor de l'antiga parròquia de Sant Pau de Riusec a la nova Puríssima. 
La nova seu de la parròquia a la Via Massagué nº19, fou dissenyada per Miquel Pascual i Tintorer, l'inici de la construcció data de 1879, sis anys més tard, el 1885 l'església va ser consegrada. La construcció de campanar, dissenyat pel mateix arquitecte, comença el 1892 i s'inaugura el 1893.
La façana principal de l'església es compon de tres cossos verticals. Els laterals, d'alçada i amplada inferior n'emmarquen el cos central. A aquest s'hi troba la portalada d'accés principal formada per arc de mig punt i cor superior, ressaltat per l'imposta i rosetó emmarcat per arc de mig punt amb columnes. Les façanes es troben acabades revestides i pintades, amb treballs de relleu a les cantonades i als emmarcaments d'obertures. L'església compta amb planta basilical d'una sola nau coberta amb volta d'aresta, absis semicircular i capelles entre els contraforts. El campanar es troba compost exteriorment per basament de planta rectangular, seguida de planta octogonal al pis on s'hi troben les campanes i planta circular al pis superior. El conjunt es troba coronat per una cúpula recoberta d'escates de ceràmica vidriada.

### Església de la Mare de Déu de la Salut
Santuari de la Mare de Déu de la Salut, situat a la Carretera de Molins de Rei a Caldes de Montbui, km. 24. Al 1872 es decideix enderrocar la vella ermita i construir el santuari. El primer edifici iniciat al 1876 per Carles Gauran es va esfondrar i les obres de nou van ser represes l'any 1880 pel nou arquitecte municipal Miquel Pascual i Tintorer, sent inaugurat l'any 1882. El campanar és de construcció posterior bastit per Juli Batllevell. Conjunt eclesiàstic aïllat, integrat per església i campanar. La façana principal de l'església a l'oest de la nau principal, es compon per tres cossos verticals. Els laterals on es troben les capelles d'amplada més reduïda emmarquen el central, on es troba la portalada principal formada per arquivolta, llinda i timpà, sobre el que s'hi troba una obertura amb arc de mig punt i traceria. Les façanes laterals tenen un ritme marcat pels contraforts amb obertures d'arc de mig punt. A la façana sud s'hi troba l'accés secundari, obert per arc de mig punt i escalinata, amb ressalt al coronament. El conjunt destaca pel coronament general amb bandes llombardes que recorren tot el perímetre. El campanar  de planta octogonal coronat per coberta cònica, ubicat sobre el creuer de l'església. d'estil modernista, combina l'obra vista amb el paredat i està acabat amb un pinacle de ceràmica vidriada. Davant de l'accés hi ha un atri sostingut per columnes. L'església compta amb una sola nau de quatre crugies amb transsepte, absis poligonal i capelles laterals. La nau central lleugerament més elevada, es cobreix per volta de canó amb arcs torals.

### Capella Cementeri de Sant Nicolau

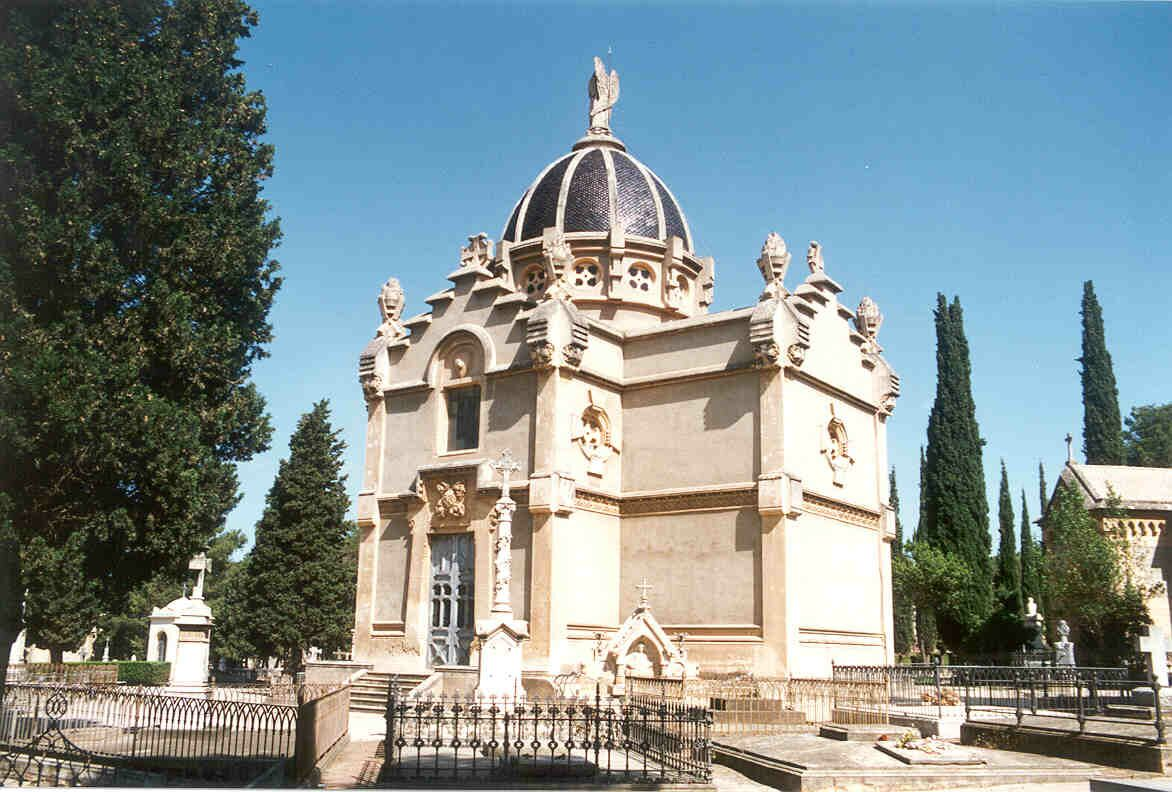
Capella Sant Nicolau

La capella del cementiri de Sant Nicolau està ubicada a la carretera de Sant Nicolau de Granollers km. 0,15 Les obres comencen el 1887 i va ser consagrada al 1893. La capella compta amb quatre façanes, tres de les quals són iguals, ubicant-se a cadascuna d'ella una portalada d'accés amb escalinata. De composició i ritme clarament simètric, es troben estructurades per un basament, una part central i un coronament superior, ressaltades aquestes tres parts per la línia d'imposta. La quarta façana i els paraments exteriors de la creu grega segueixen igualment aquesta estructura, però menys treballades i amb una proporció més alta de ple. Les façanes es troben acabades estucades, amb pedra artificial a les cantonades, al coronament i als emmarcaments d'obertures. La coberta de la capella a dues vessants a cadascun dels braços de la creu, amb ressalt de cúpula a la intersecció dels eixos, sobre tambor amb òculs cruciformes. Portalades d'accés i obertura de la planta primera amb emmarcaments de pedra i llindes amb símbols relacionats amb la iconografia funerària. Coronament superior, amb graonat seguit el pendent de la coberta, emmarcat per dos elements petris. Combinació de fusta i ferro forjat a les portes d'accés. La cúpula es troba revestida per peces de ceràmica vidriada en forma d'escates.

### Safareigs de la Font Nova
Els safareigs de la Font Nova al carrer de les Paus, 36, daten de l'any 1833, però l'edifici que actualment es coneix va ser dissenyat l'any 1892 per Miquel Pascual Tintorer. L'edifici consta de planta rectangular amb façanes al carrer de la Font Nova i al Carrer de les Paus. L'obra és de maó vist amb una franja ceràmica situada al llarg del basament dels finestrals. La coberta és a una sola vessant, cosa que permet recollir l'aigua de la pluja i aprofitar-la per omplir els safareigs. A l'interior hi ha dos gran receptacles o safareigs. El seu funcionament ens parla de la forma de vida sobre tot de les dones al segle xix i principis del XX, fins que es va donar lloc a l'arribada de l'aigua corrent a les cases. L'obra s'inicia degut a les queixes de les dones que realitzen les tasques de rentat als safareigs de la falta de protecció davant la pluja y el sol, és per això que l'ajuntament inicia el concurs públic per la construcció dels murs de protecció.

### Ajuntament Sabadell
El col·legi dels Escolapis havia estat dissenyat per l'arquitecte Carles Gaurán. Després de ser adquirit per l'Ajuntament de Sabadell el 1885 s'encarregà a l'arquitecte municipal Miquel Pascual i Tintorer la remodelació per a adaptar-lo a la nova funció. Així a l'exterior es va redissenyar la façana al davant de la plaça Sant Roc i els laterals, però no es va tocar la façana posterior que donava a un pati interior a l'actual plaça del doctor Robert. Les façanes fan servir el llenguatge clàssic en general. L'Edifici està format per un cos central lleugerament avançat respecte el pla de la façana, amb obertures a planta baixa en forma d'arc de mig punt i amb àmplia balconada; i dos laterals que contenen les obertures en forma d'arcs rebaixats exceptuan les dels extrems que tenen un arc de mig punt. La façana posterior segueix el mateix llenguatge compositiu que la principal però aquí trobem un joc de volums que en la principal no hi és.A l'interior es va construir el despatx de l'alcalde i el Saló de Plens. La remodelació posterior realitzada a inicis del segle xx va conservar els laterals i la façana de Pascual Tintorer.

### Col·legi Escolapis
Els pares Escolapis varen arribar a Sabadell l'any 1815 cridats per l'Ajuntament, convertint el casal dels Meca en escola. El 1872 edificaren un col·legi que fou comprat per l'Ajuntament l'any 1882 per tal d'instal·lar-s'hi. El pares Escolapis edificaren un nou col·legi que s'inaugurà l'abril de 1885 al carrer de l'Escola Pia nº 2 de Sabadell.
Escola d'estil neoromànic de planta baixa i dos pisos estructurada entorn a un pati de manera que la planta dibuixa una U. La façana principal té un cos central més avançat per on s'efectua l'entrada al recinte i dos cossos laterals d'igual dimensions. El cos central segueix el mateix ritme d'obertures que els laterals, però es diferencia d'aquests per estar avançat respecte al pla de façana. A la planta primera trobem obertures amb arcs de mig punt, cada una formada per dues finestres de perfil rectangular donat que la corda de l'arc s'ha convertit en una llinda, i hi ha una columneta a mode de mainell quedant dues finestres de perfil rectangular. A la zona de la volta de l'arc, massissa hi trobem relleus i inscripcions en llatí. Sobre l'arc de mig punt trobem el perfil d'un arc, apuntat sostingut per mènsules. Les finestres del segon pis estan fetes mitjançant arcs rebaixats. D'aquesta façana principal en surten dos cossos perpendiculars al pla de façana amb el mateix ritme d'obertures tot i que les obertures amb arc de mig put no es transformen en dues finestres sinó que mantenen la forma de l'arc. També les mènsules que sostenen la cornisa són diferents que les del cos central. Separació exterior de les diferents plantes a través d'una línia d'imposta que en l'última planta sobrevola més que les altres.

### Proyecto de Ensanche y Reforma de la Ciudad de Sabadell

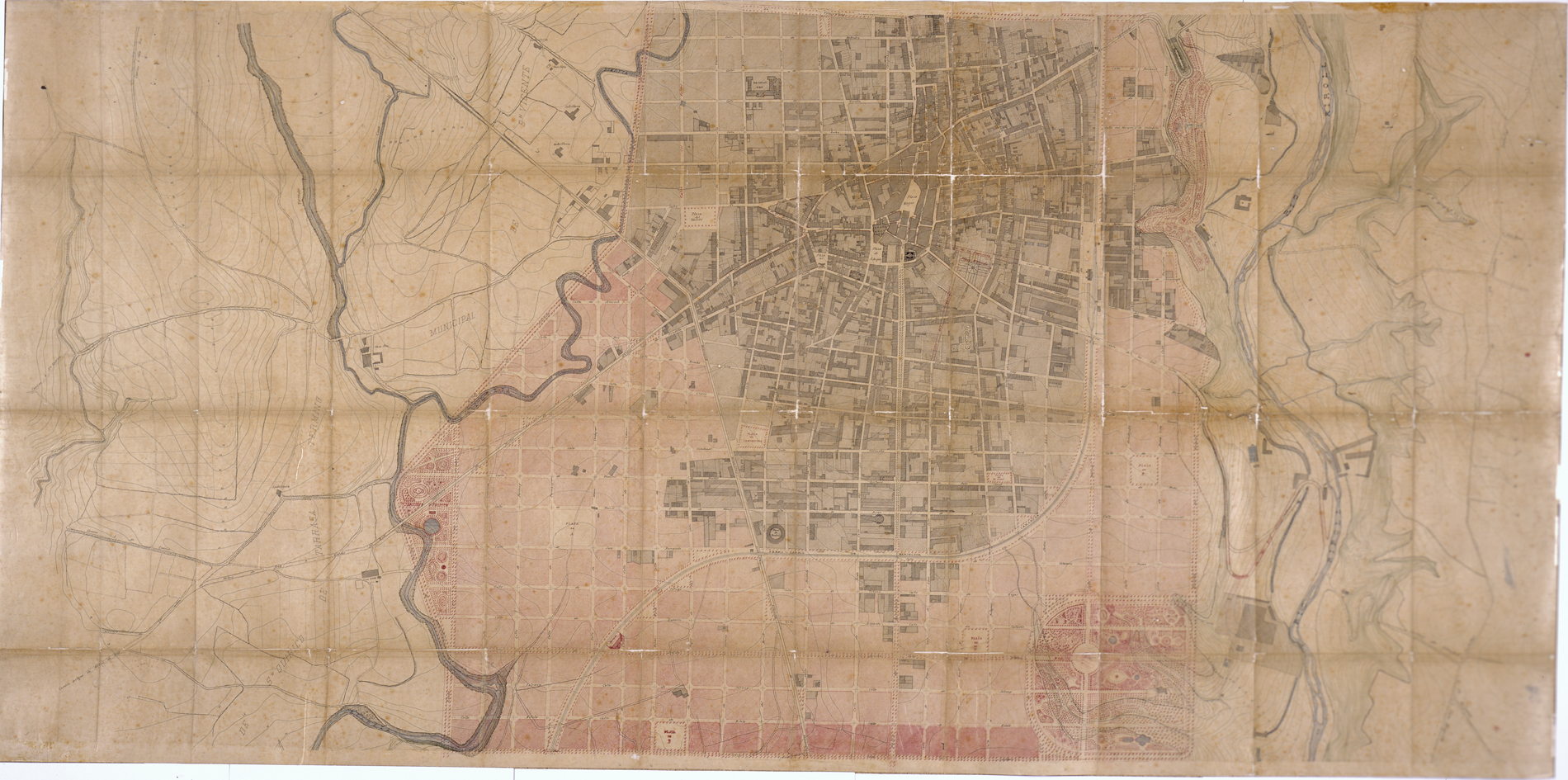
Pla Topogràfic Sabadell

A finals de la dècada de 1870 l'Ajuntament de Sabadell malgrat l'extraordinari creixement urbà i poblacional sense tenir un pla de reforma interior i d'eixample legalitzat. La falta d'aquest pla oficial originava queixes y reclamacions de com es distribuïen els espais a la ciutat. L'arquitecte va iniciar el projecte el 1880 i el va enllestir el 1886. Aquest plànol va ser fonamental per després promoure una convocatòria pública per a l'estudi del projecte d'eixample i reforma interior de la ciutat de Sabadell. El plànol topogràfic de Miguel Pascual constitueix un bon exemple de l'elevat grau de desenvolupament que havia experimentat la cartografia urbana a la Catalunya del segle xix, sobretot si es compara al fet per dos dels arquitectes precedents. Per l'Ajuntament de Sabadell va representar un magnífic instrument per al planejament i la gestió urbana comparable al que posseïen altres municipis catalans i ciutats europees. 

## Obres a Barcelona

### Mercat de la Llibertat
El Mercat de la Llibertat va ser construït entre 1888-1893 a partir d'un projecte de Miquel Pascual i Tintorer en col·laboració  de Francesc Berenguer i Mestres que van dissenyar l'estructura i la decoració respectivament. Està situat a la plaça de la Llibertat, enla vila de Gràcia, en un emplaçament on els pagesos ja hi anaven a vendre els seus productes des de l'any 1831, quan el terratinent Marc Olives va cedir una part dels seus terrenys per destinar-los a aquesta funció. El Mercat de la Llibertat rep el seu nom en al·lusió a l'aixecament anticlerical de 1836.
Seguint la tradició modernista del moment, està constituït per una estructura metàl·lica i murs de maó vist sobre sòcol de pedra. És una construcció de planta rectangular amb tres naus: una principal, més alta i ampla, i dues laterals simètriques, cobertes amb teulades a dues aigües fetes  de peces de ceràmica vidriada. Les dues façanes principals s'organitzen formant frontons triangulars i estan decorades amb una ornamentació a base de pedra i ferro forjat on destaquen els entrellaços de corbes pròpies de Berenguer i, especialment, l'escut de la vila de Gràcia amb tres lliris.
L'any 2009 es fa efectua una de les remodelacions més importants i profundes de la seva història. Actualment, dins dels paràmetres de protecció del patrimoni arquitectònic, el Mercat de la Llibertat és considerat Bé cultural d'interès local.

### Pont de la Plaça Mons

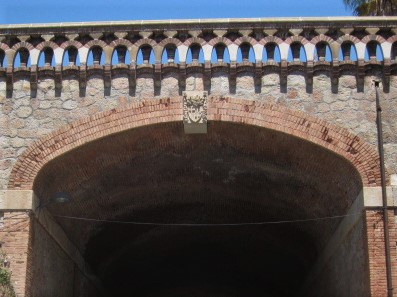
Pont de la Plaça Mons

El pont de la Plaça Mons, situat al barri de Vallcarca al carrer Gustavo Adolfo Bequer es va construir entre 1908 i 1909 com a connexió transversal entre l'avinguda de la República Argentina i la plaça de Mons i creant un eix perpendicular sobre el camí antic a Horta. Es tracta d'un pont d'estil modernista, amb una longitud de 26 m. i una  amplada de 12m. Està constituït a base de paredat irregular i maó vist en les façanes que configuren l'arc i on trobem com a element decoratiu l'escut de Barcelona amb la data de 1909. L'aspecte més destacat és la barana superior formada per filades intercalades d'arquets de maó ceràmic tot conformant un dibuix geomètric.

### Plànol general de alineacions de la vila de Gràcia
L'any 1884 l'Ajuntament de Gràcia encarrega a Miquel Pascual i Tintorer l'aixecament d'un plànol general d'alineacions i que l'arquitecte va lliurar el juny de 1889. Com indica Francesc Nadal Piqué,  es tracta d'una “detallada i exhaustiva cartografia del seu espai urbà, que comprèn un plànol urbà a escala 1:2.000titulat “Plano general de alineaciones de la Villa de Gracia”, un a escala 1:5.000, dos volums de alineacions de carrers a escala 1.300 i un altre de rasants”.

### Projecte d'urbanització de les vies que compren L'Eixample
Com assenyala  Francesc Nadal Piqué, el  març de 1895, Miquel Pascual i Tintorer, va presentar  a l'Ajuntament de Gràcia el “Proyecto de Urbanización de las vías que comprende el Ensanche” i que recollia diversos  plànols, entre els quals desaquen el “Plano general de urbanización de la zona principal” i el “Plano general de la zona de ampliaciones”, aixecats a escala 1:1000 i desenvolupats en aplicació de la Llei del 26 de juliol de 1892 relativa al Eixamples de Madrid i Barcelona.

### Casa Josep Barnolas

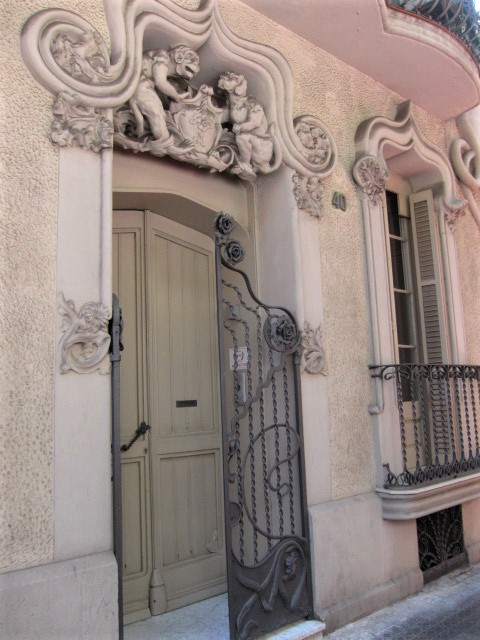
Casa Josep Barnoles (Camelies 40)

La Casa Josep Barnolas és una torreta modernista, construïda l'any 1905 com  a habitatge unifamiliar i  situada al  Carrer Camèlies, 40, en el barri del Camp d'en Grassot i Gràcia Nova. És un edifici de planta  rectangular i està constituït per la planta baixa, pis i terrat transitable. Els elements més destacats són: la gran orla de formes corbes i detalls florals que emmarca el perímetre superior de la façana, i que es repeteix amb formes similars en els marcs de les finestres i la porta principal; la reixa de ferro forjat, de línies ondulades i acabada en roses metàl·liques, situada davant de la  porta principal; i les figures d'un mico i un gos que flanquegen un escut en la part superior de la porta d'accés. Actualment la  finca està restaurada i s'ha fet una remunta de tres plantes enretirada de la línia de la façana.
Seguint la normativa protecció del patrimoni arquitectònic és considerada com un nivell C (Bé d'interès urbanístic).

### Casa Josep Barnolas (C/Josep Torres)
Miquel Pascual i Tintorer va dissenyar aquest edifici plurifamiliar l'any 1910. Està situat al Carrer Josep Torres, 23 en la Vila de Gràcia. És una construcció de planta baixa i tres pisos. Destaquen els esgrafiats verdosos de la façana i les baranes de ferro forjat decorades amb elements vegetals.

### Casa Francesc Burés
La Casa Francesc Burés, situada al carrer d'Ausiàs March, 30-32, és un edifici modernista de cinc pisos amb influències neogòtiques i germàniques, construït entre 1900 i 1905, per Miquel Pascual i Tintorer en col·laboració amb Francesc Berenguer i Mestres. Va ser encarregat per l'industrial tèxtil Francésc Burés i Borràs, descendent d'una nissaga de fabricants del Bages. En el seu origen, la planta baixa albergava la seu social de l'empresa, mentre que la primera estava destinada a residència de la família Burés. La façana es caracteritza principalment per la torreta de base circular que ocupa un dels vèrtex del xamfrà, mentre que en l'altre s'erigeix un coronament similar a la de la Casa Roger, obra d'Enric Sagnier, situada a la cantonada del davant. Altres elements destacats en l'exterior són: la façana de carreus sense polir, el ràfec de la coberta, els ferros dels balcons i l'ornamentació de formes corbes, especialment la de la barana correguda del principal, les dues tribunes i els emmarcaments dels balcons. Disposava d'una entrada per vehicles situada en el vestíbul d'accés decorat amb capitells de representacions animals i cobert d'una claraboia pentagonal de vitralls multicolors. De l'interior cal destacar el vitralls amb temes florals que flanquegen l'entrada al pis principal, els mosaics de Gaspar Homar, la fusteria de Joan Carreras, les pintures murals d'Oleguer Junyent i el sostre del menjador totalment treballat en guix i sanefes incises i de motius florals.
L'any 2007, l'Ajuntament de Barcelona va comprar la Casa Burés. Posteriorment, el desembre del 2009, va ser adquirida per la Generalitat de Catalunya, i, finalment, per l'empresa Trinder Promociones i pel fons britànic Europa Capital Partners per a construir-hi pisos de luxe.

### Casa Concepció Regordosa

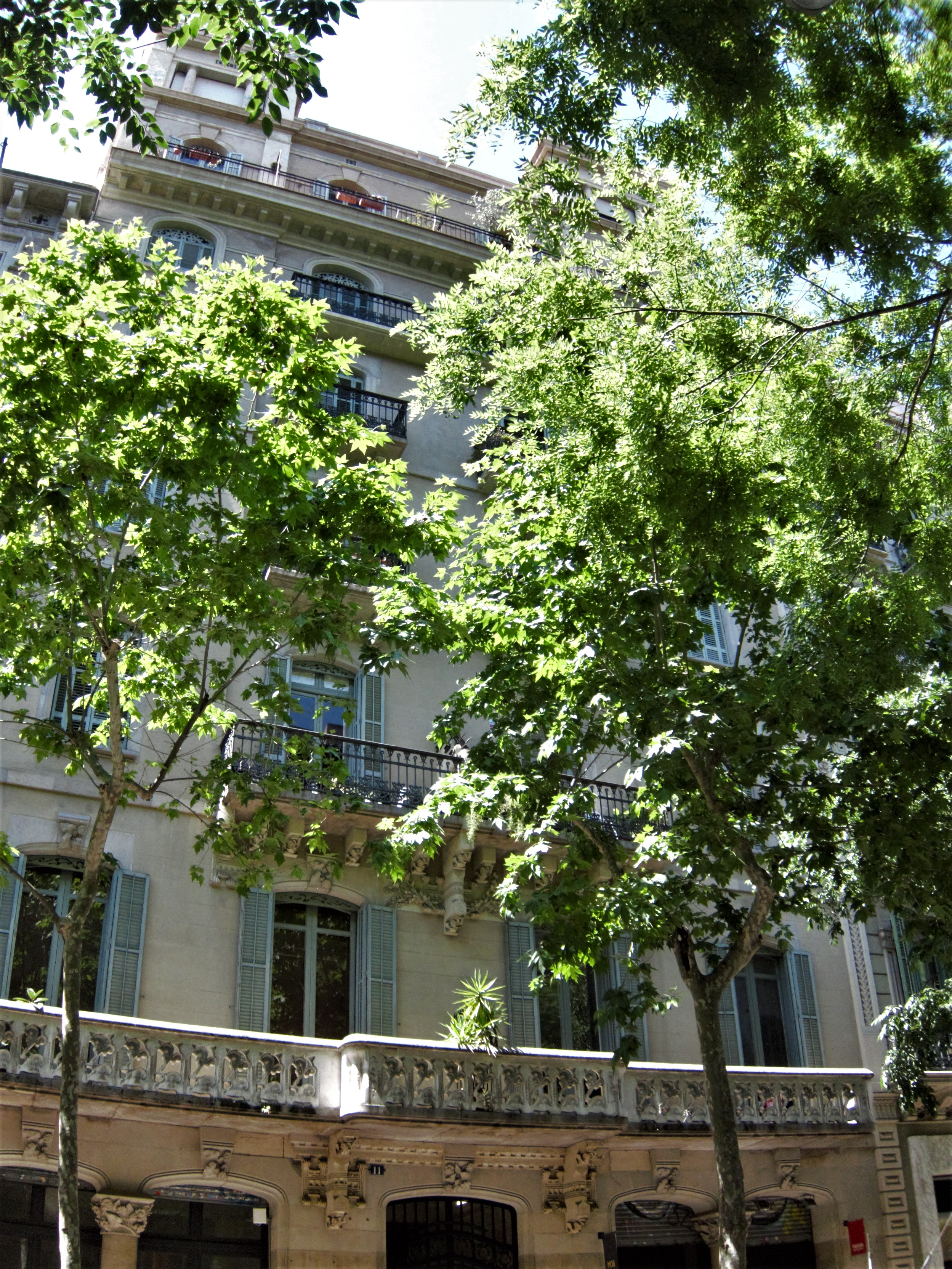
Casa Concepció Regordosa

Edifici modernista encarregat per Concepció Regordosa i Soldevila, esposa de l'industrial tèxtil Tomàs Recolons i construït l'any 1896. Situat al carrer Bailèn, 11, en la zona de l'Eixample dret, concretament en la mateixa illa que la casa del seu cunyat, l'industrial Francesc Burés (Casa Burés). Destaca l'ornamentació de pedra amb motius florals dels capitells, les mènsules i la barana correguda del principal. Va ser reformada per Eduard Mercader i Secanella el 1902).

### Casa Bartomeu Recolons
Finca modernista encarregada l'any 1891 per l'industrial cotoner Bartomeu Recolons. Està situada al Carrer Girona,1, cantonada amb Ronda de Sant Pere 39, en la mateixa zona de l'Eixample on també s'hi troba la casa del seu fill i la seva jove Tomàs Recolons i Concepció Regordosa. D'estil més auster, destaca la decoració de ferro forjat en les baranes i la tribuna,  així com l'ornamentació floral dels frisos i el marc de l'entrada principal i el coronament de les cantonades.

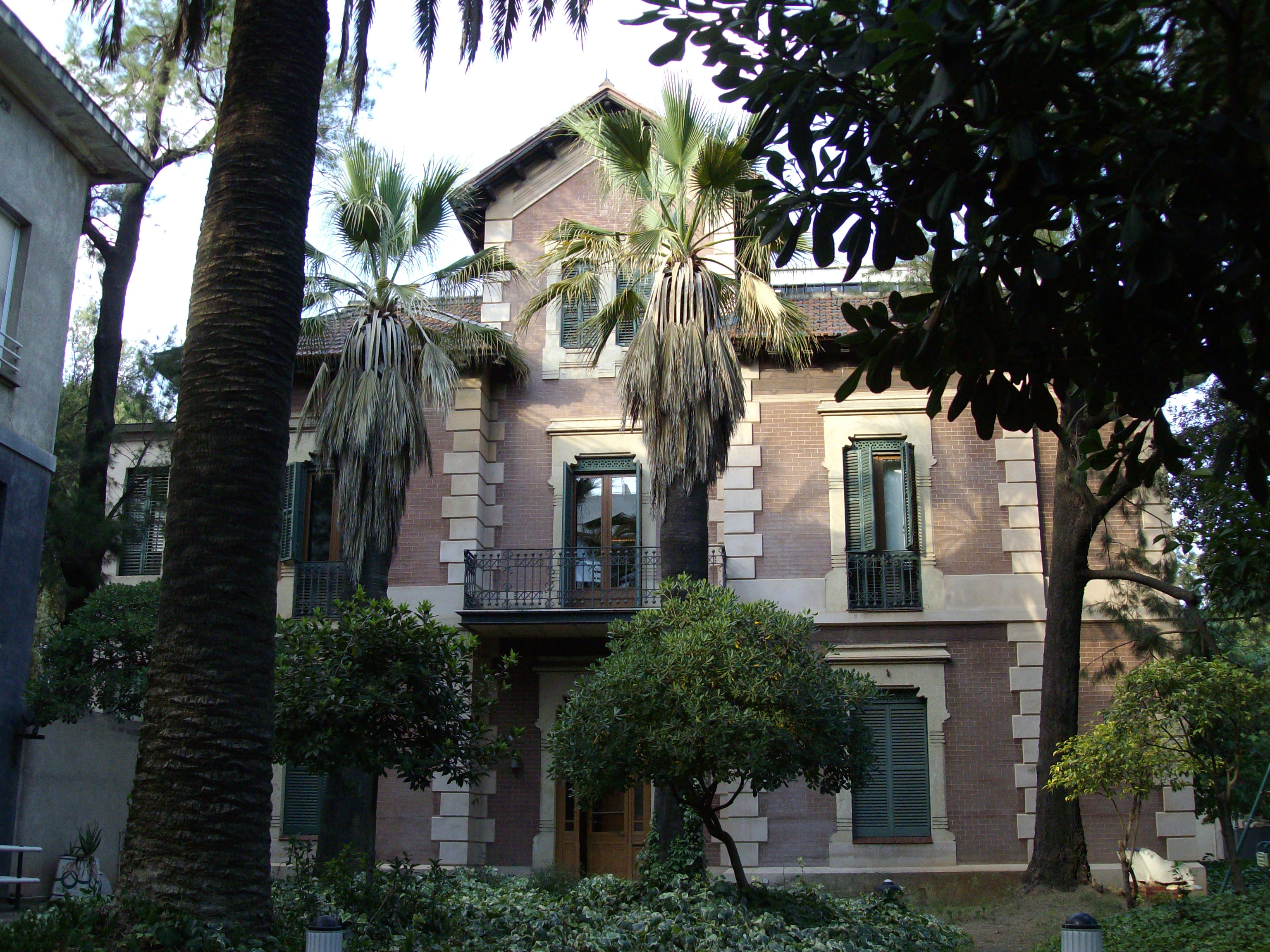
Torre Gorina
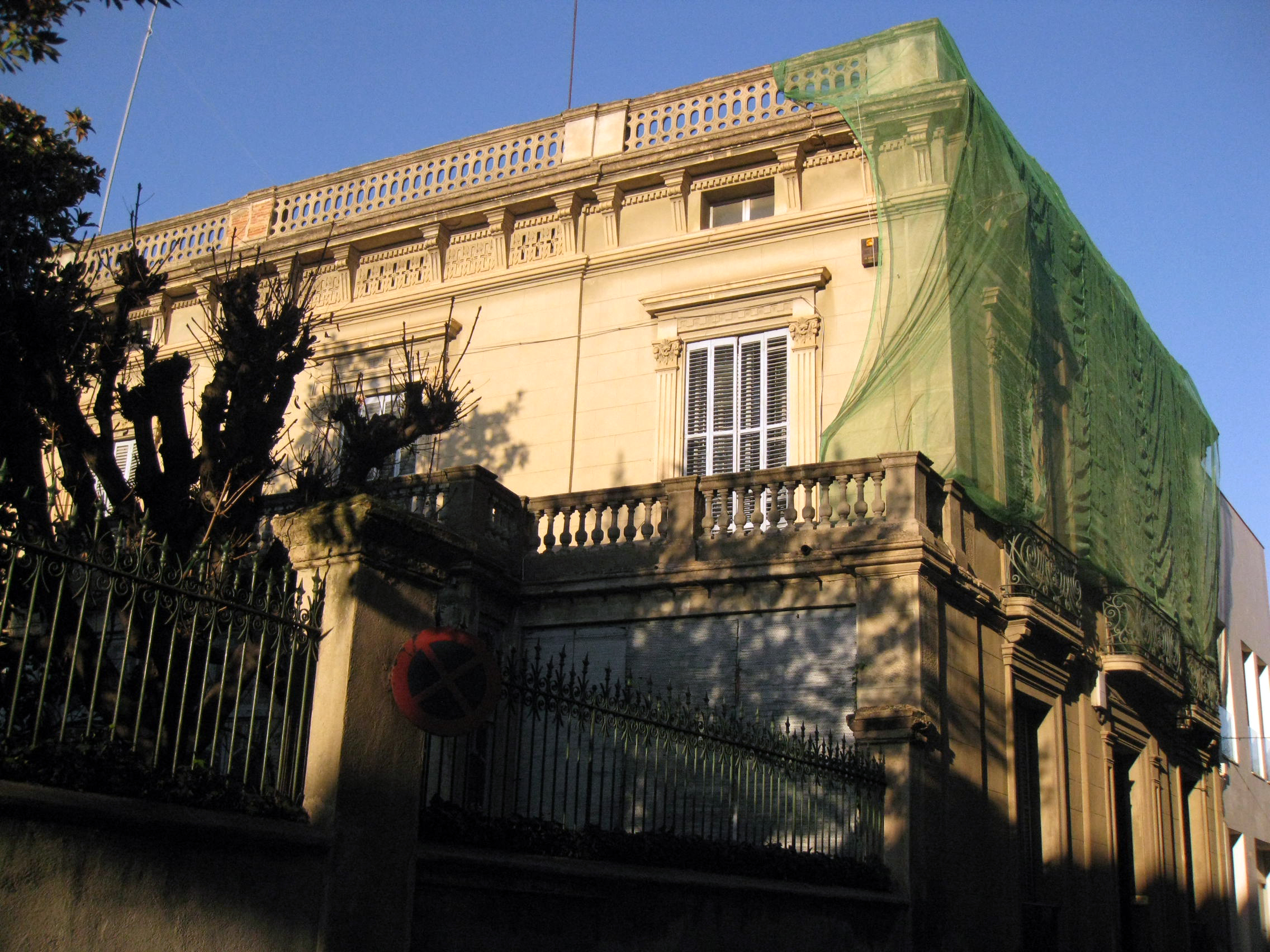
Casa Brujas
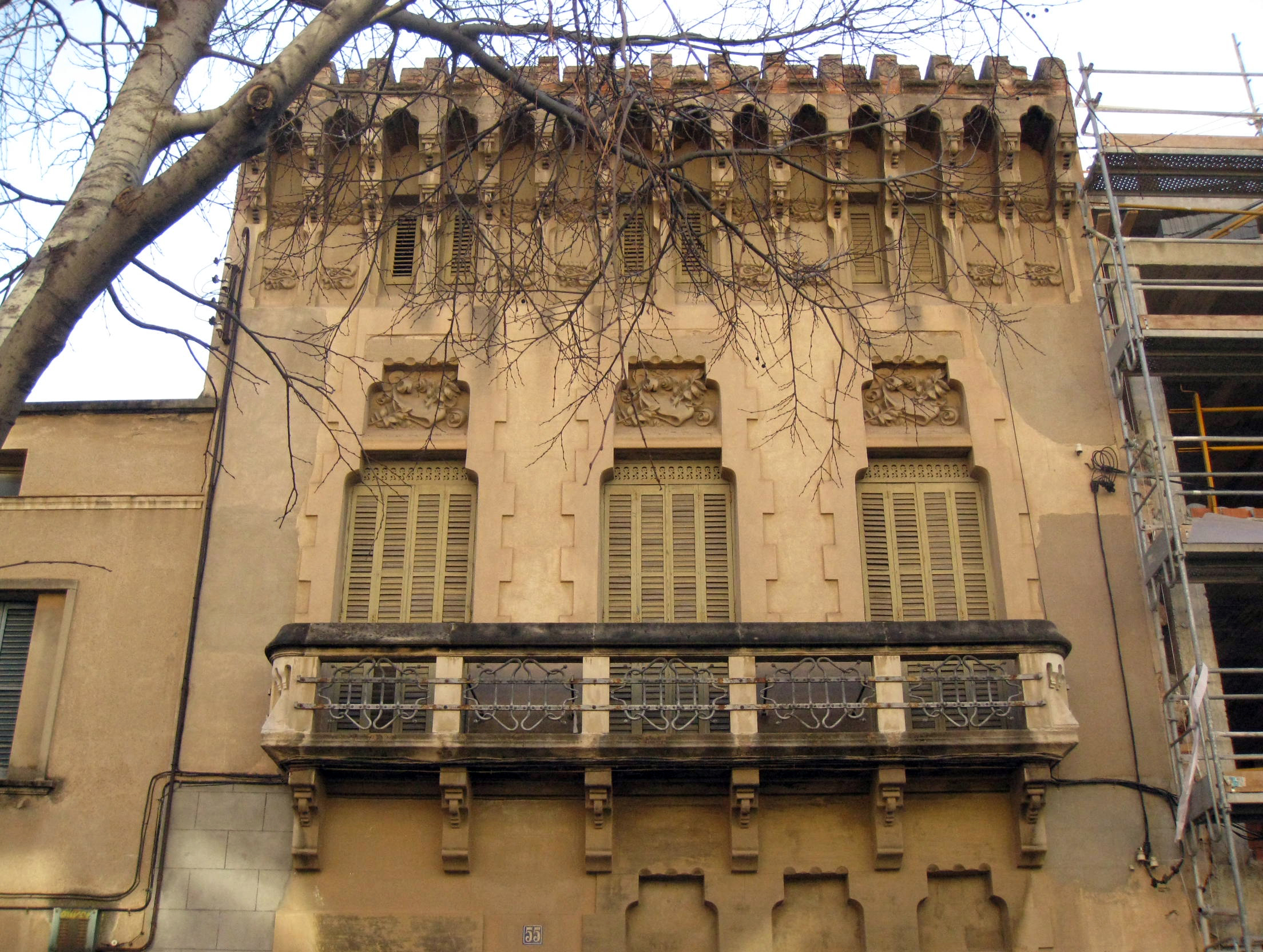
Casa Francisco Llonch
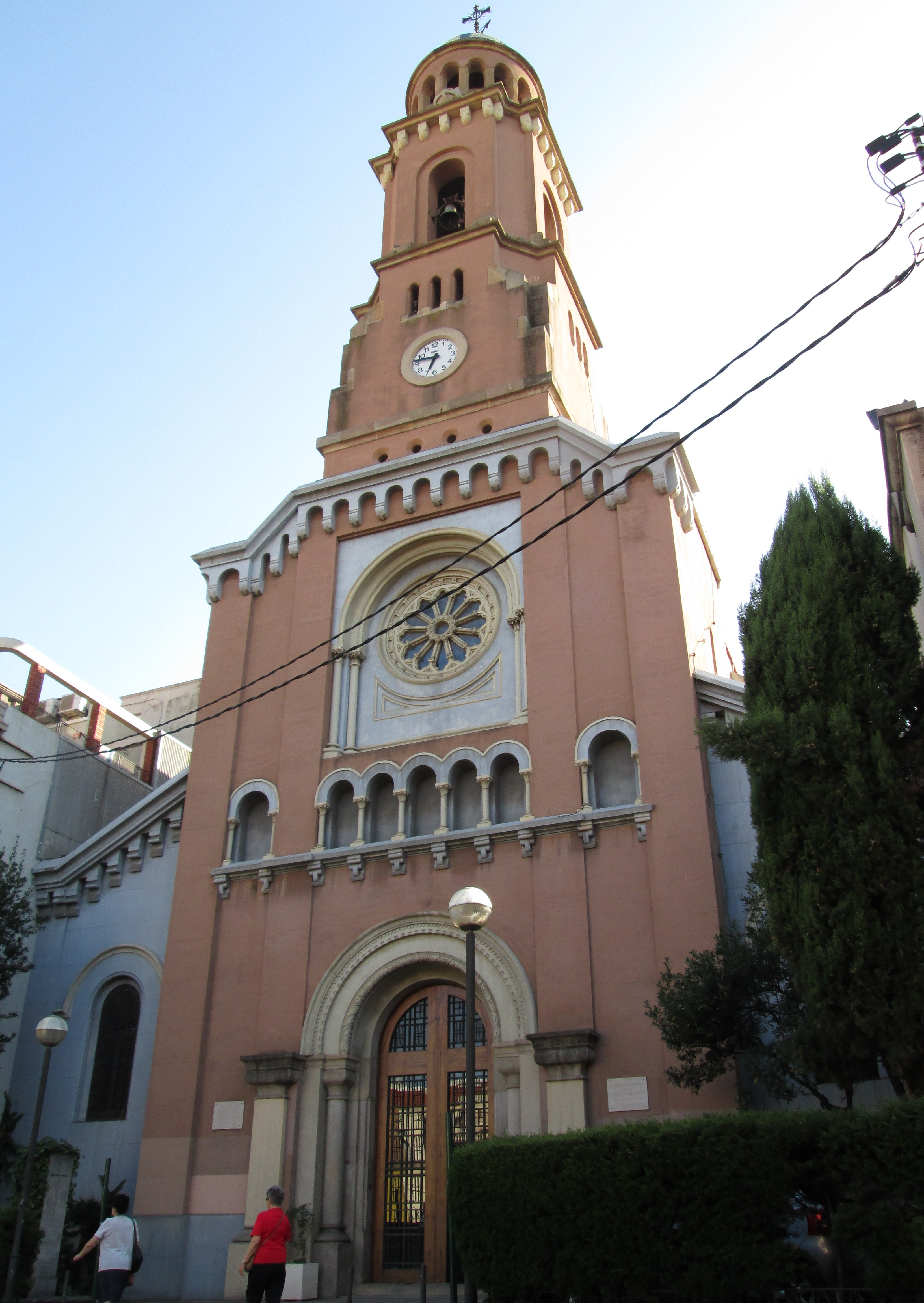
Església Puríssima Concepció
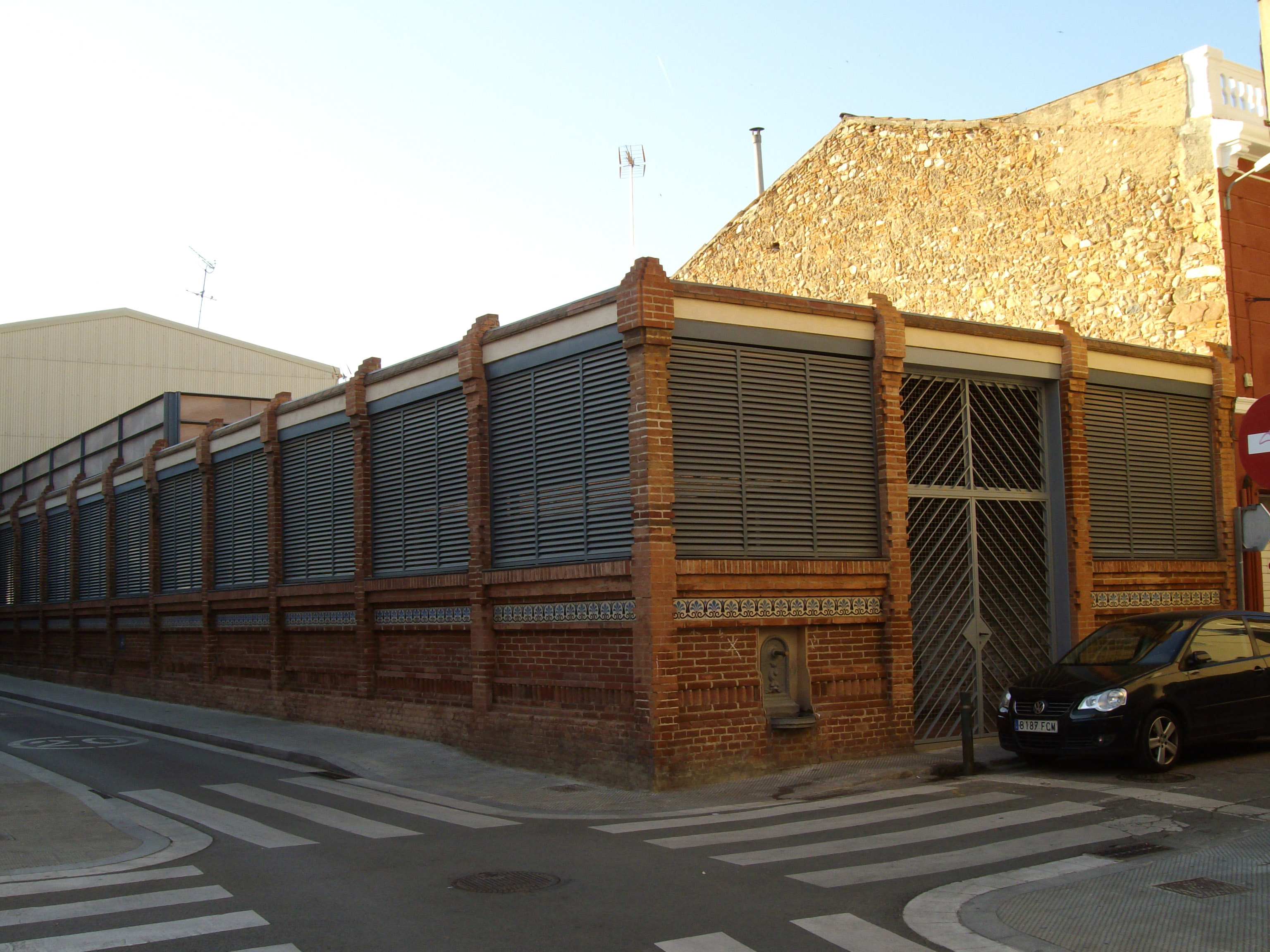
Safareig de la Font Nova
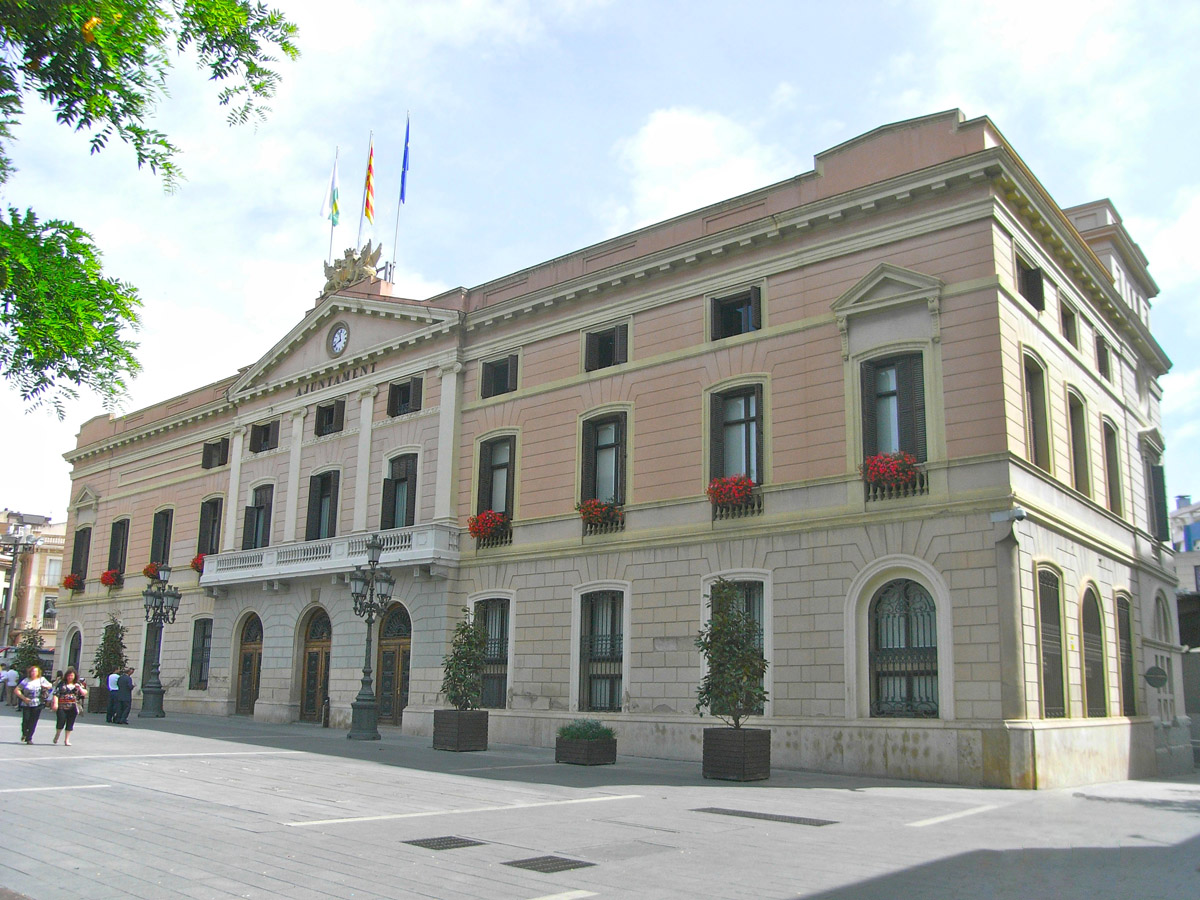
Ajuntament Sabadell
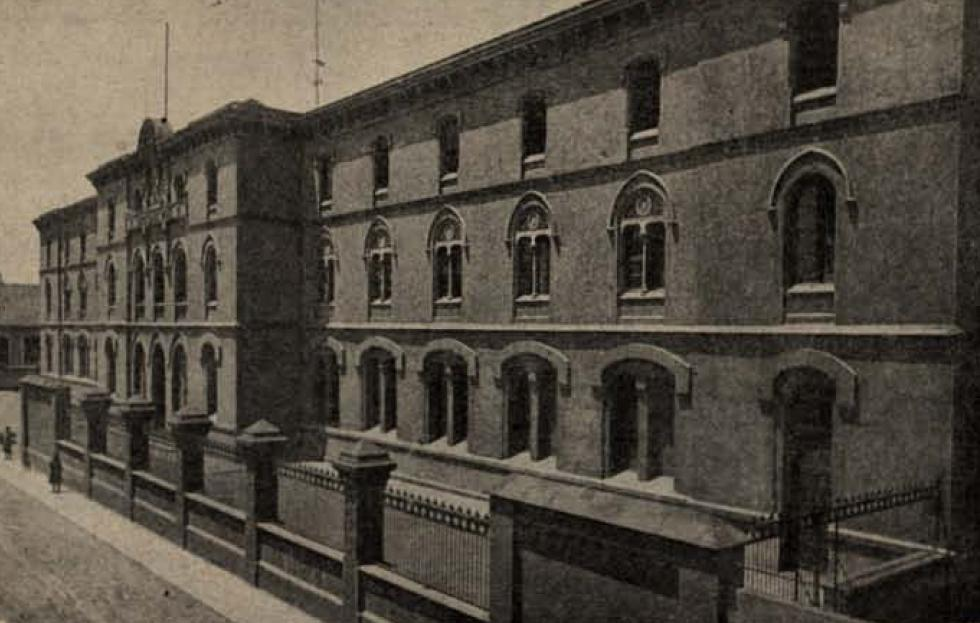
Escoles Pies
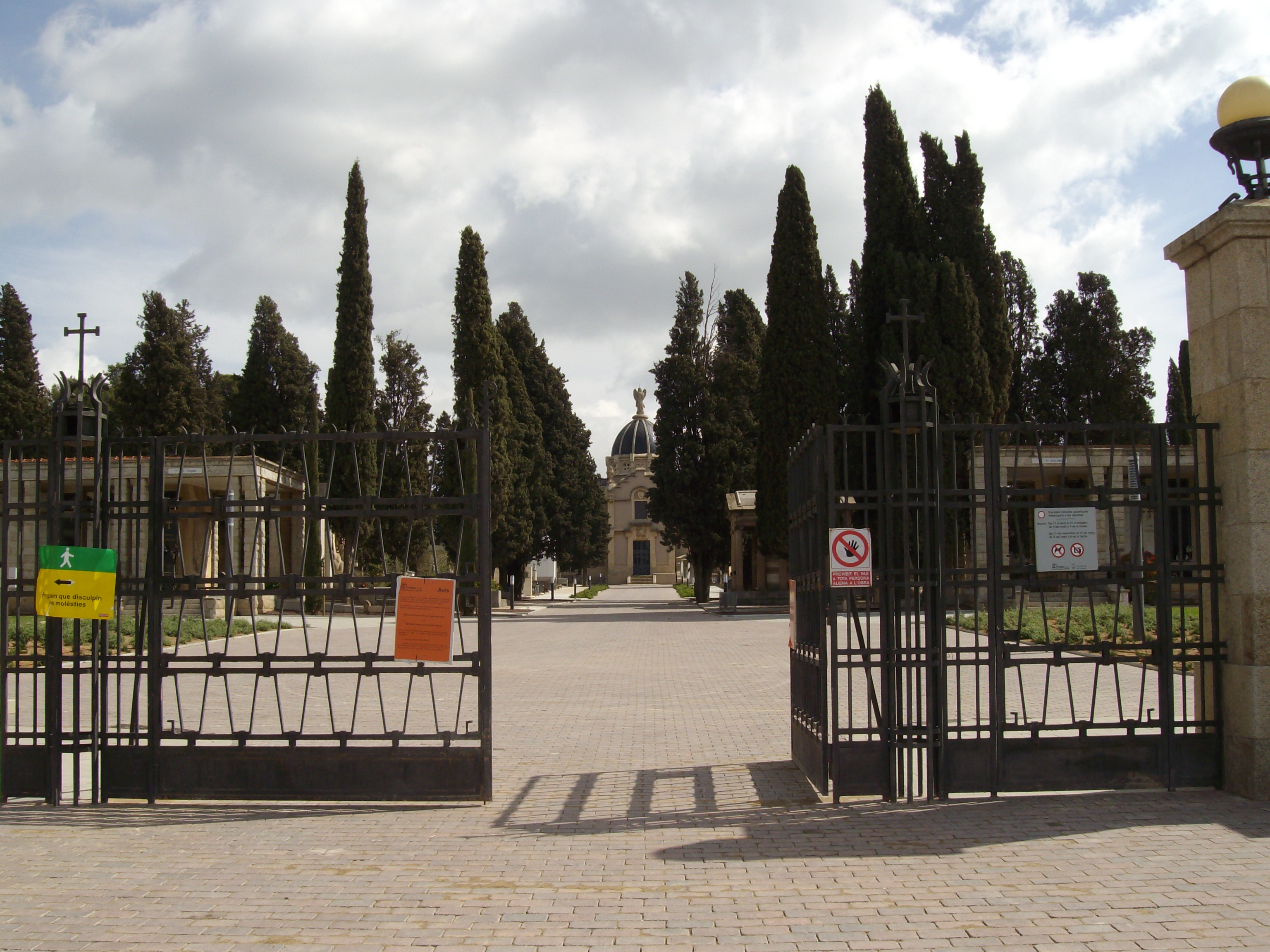
Capella cementiri Sant Nicolau
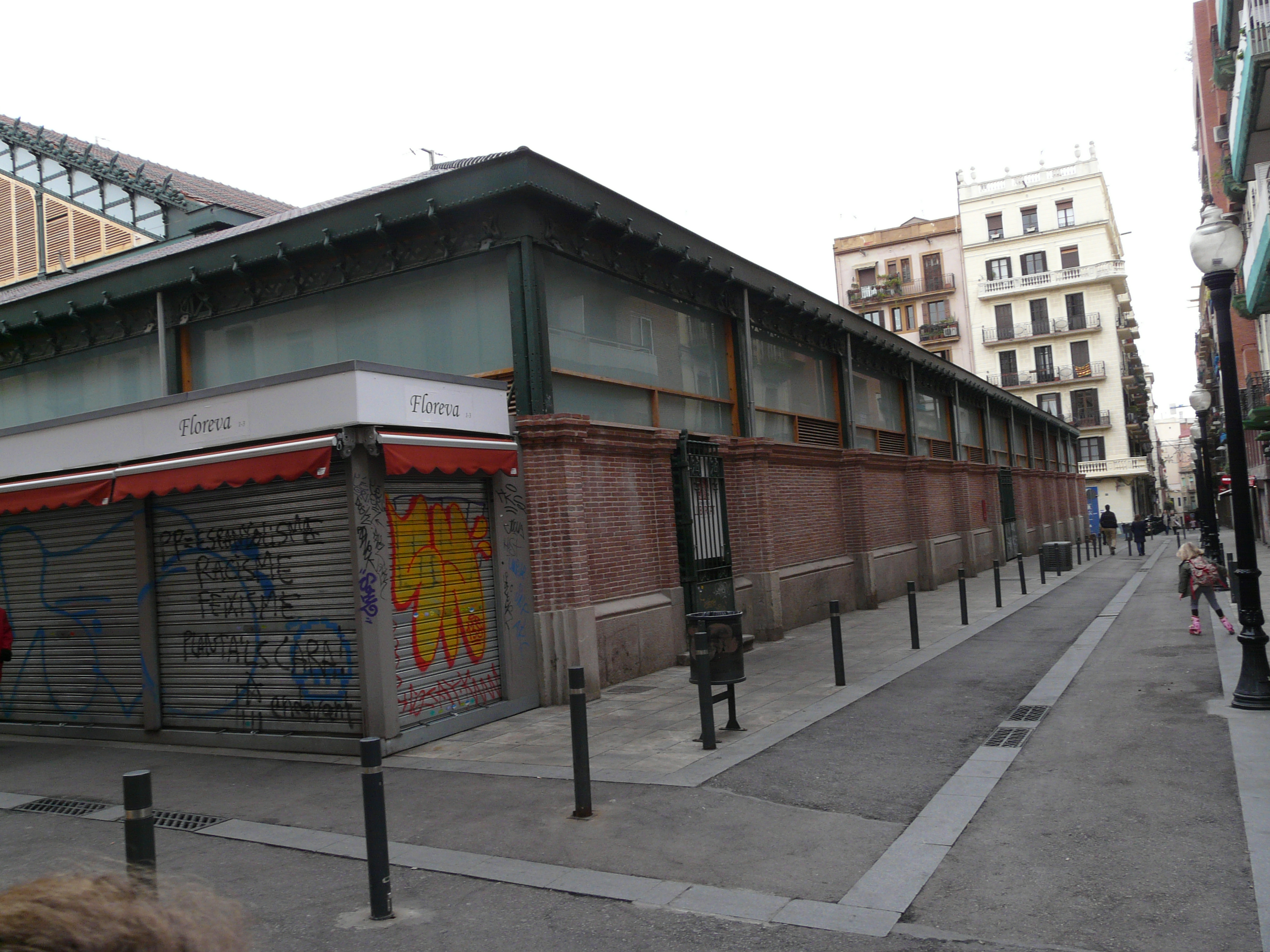
Mercat de la LLibertat
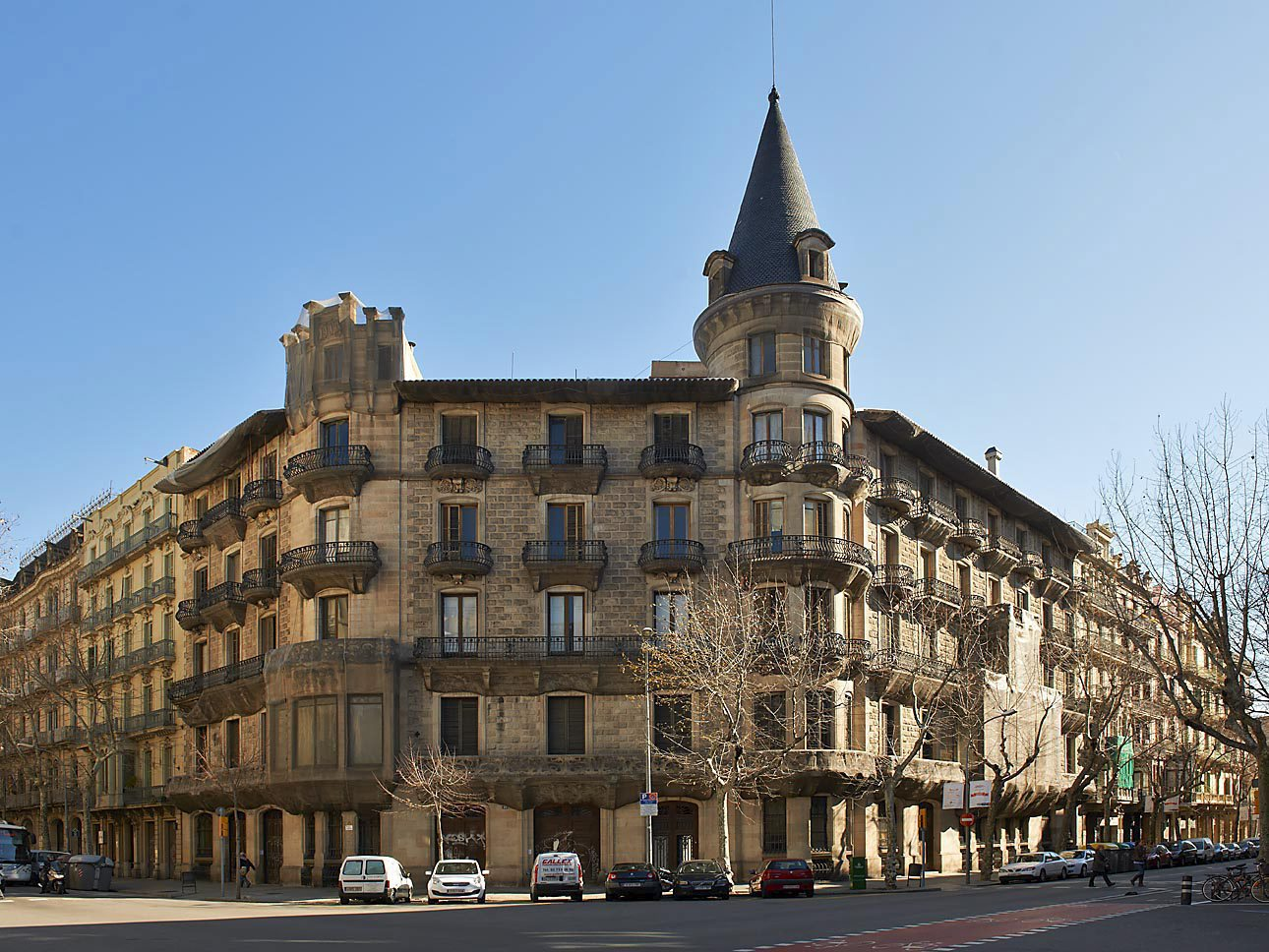
Casa Burés